# 石門風力發電站
石門風力發電站位於臺灣新北市石門區第一核能發電廠內，為臺灣本島第一座投入商業運轉的風力發電站，隸屬於台灣電力公司，由於發電站場址鄰近於第一核能發電廠，因此石門風力發電站的風力機組操作均由核一廠開關場的開關操作盤進行遠端機組遙控。

## 沿革

### 計畫
2001年12月，澎湖縣中屯風力發電站第一期完工後，鑑於該風力發電站之運轉狀況良好，成為極佳的典範案例後，台灣電力公司開始積極推動風力發電部屬計畫。2002年台電公司擬定「風力發電十年發展計畫」，共分為三期進行風力發電開發作業。第一期開發中，台電公司計畫利用現有之西部沿海火力、核能發電廠廠區，以及沿海風能資源豐富之地區架設多組風力發電機。總計畫期程為2003年1月至2008年12月。

### 興建
台灣電力公司於第一期風力發電計畫中，擬定於新北市石門區第一核能發電廠周圍架設6部風力發電機組，總投資金額約新臺幣2億元，該計畫於2003年3月27日正式動工興建，由中興電工集團得標負責整項風力發電計畫的興建工程。石門風力發電站共架設了6部由丹麥Vestas公司所製造，裝置容量660KW的風力發電機組，每年預估將可減少其他發電燃料，燃油約3,260公秉或燃煤3,819噸，同時可減少二氧化碳排放量約8,624噸。
在每一座風力發電機的下方，中興電工興建一棟造型建築，屋內設置一部變壓器將風力發電機所產生的電力經昇壓至11.4KV後，輸送至茂林二次變電所中併聯於輸電系統。

### 完工
2004年12月30日，石門風力發電站正式完工，鑒於該風力發電站是臺灣本島第一座投入商轉營運的風力發電站，台灣電力公司盛大舉行啟用典禮，時任台電公司董事長林清吉主持啟用典禮，並邀請到時任行政院院長游錫堃與經濟部部長何美玥等人參與，以及按下石門風力發電站的通電按鈕，讓該發電站正式啟用。
石門風力發電站為無人值班的發電機組，遠端遙控由鄰近的第一核能發電廠開關場值班主任就近監控，透過開關場值班室之監控設備判斷機組是否正常運轉，如發現異常狀況，會交由電氣組人員進行判讀，確認風力發電機組的受損狀況，當機組受損狀況不大時，會由廠內的修配組、儀控組等協助維修，但機組受損嚴重時，會通知風力發電機製造商臺灣分公司人員進場維修。
石門風力發電站完工後，由於6部機組紅白相間之塔身與北海岸形成特殊景色，因此石門區公所與台電公司合作，將鄰近海岸的1號風力發電機下方開闢為風車公園，供過往遊客可以到此欣賞海景與了解石門風力發電站之興建歷程等。

## 設備

### 發電機組
| 風力發電機類型                      | 風力發電類型 | 機組數量 | 裝置容量（MW） | 商轉日期       | 狀態   |
| ----------------------------------- | ------------ | -------- | -------------- | -------------- | ------ |
| 丹麦Vestas公司製V47/660型風力發電機 | 陸域風力發電 | 6        | 3.96MW         | 2004年12月30日 | 商轉中 |

## 資料來源
1. 1 2 3 4 5  何佩芬. . 經濟部能源局. 2005-02  [2017-09-17] （中文（臺灣））.[]
2. 1 2 3  . 石門區公所.   [2017-09-17]. （原始内容存档于2020-06-03） （中文（臺灣））.
3. 1 2  . The Wind Power.   [2017-09-17]. （原始内容存档于2021-01-18） （中文（臺灣））.
4. 1 2 3  . 中興電工集團.   [2017-09-17]. （原始内容存档于2019-06-23） （中文（臺灣））.
5. 1 2  . 交通部觀光局北海岸及觀音山國家風景區管理處.   [2017-09-17]. （原始内容存档于2020-11-24） （中文（臺灣））.
6. 1 2 3 4 5 6  吳天明.  (PDF). 源雜誌91期. 2002-01  [2017-09-17]. （原始内容 (PDF)存档于2019-07-01） （中文（臺灣））.
7. 1 2 3  朱瑞墉.  (PDF). 源雜誌69期. 2008-05  [2017-09-17]. （原始内容存档 (PDF)于2016-08-28） （中文（臺灣））.